# Alex Hofmann
Alexander Hofmann (Mindelheim, 25 maggio 1980) è un pilota motociclistico tedesco, ritiratosi dall'attività agonistica.

## Carriera
Nel 1997 ha avuto la possibilità di esordire nel motomondiale grazie ad una wild card in occasione del Gran Premio motociclistico di Germania corso nella classe 125 in sella ad una Yamaha e dove ha ottenuto anche i suoi primi punti validi per le classifiche mondiali. Sempre con Yamaha, ottiene qualche punto anche nel campionato Europeo.
Dalla stagione 1998 è passato a gareggiare in classe 250; nel primo anno ha corso nuovamente e solamente il GP di casa utilizzando una Honda, nella stessa annata ha vinto il campionato tedesco e il campionato Europeo Velocità. Dal 1999 ha invece partecipato all'intera stagione ed è restato poi in questa categoria fino al termine del motomondiale 2001, ottenendo come miglior risultato finale un 12º posto nell'ultima presenza alla guida di una Aprilia.
Nel 2002 corre come pilota sostitutivo con una Kawasaki ZX-7RR del team ufficiale Kawasaki Racing la prova tedesca del campionato mondiale Superbike sul circuito del Lausitz, ottiene piazzamenti a punti in entrambe le gare classificandosi 34º in campionato. Nello stesso anno ha gareggiato per la prima volta in MotoGP utilizzando però ancora delle vecchie motociclette con motore a due tempi, dapprima una Yamaha YZR500 del team Red Bull Yamaha WCM ed in seguito una Honda NSR500 del team West Honda Pons, in entrambi i casi come pilota sostitutivo. Nella 2003 è passato alla Kawasaki con cui ha gareggiato per tre anni di seguito.
Nel 2006 ha corso invece con il team Pramac d'Antín MotoGP in sella ad una Ducati Desmosedici con compagno di squadra José Luis Cardoso. Nel corso di questa stagione, dopo lo spaventoso incidente alla prima curva del circuito di Catalunya causato da Sete Gibernau, che provocò l'infortunio dello stesso e di Loris Capirossi, il team ufficiale Ducati Marlboro, grazie alla disponibilità del Pramac d'Antin MotoGP, fece correre i GP di Assen e di Donington ad Alex Hofmann, che raccolse un dodicesimo ed un tredicesimo posto. Successivamente, a causa del riacutizzarsi del problema alla clavicola della spalla sinistra dello spagnolo, il pilota tedesco è ritornato in sella alla Ducati ufficiale per il GP della Repubblica Ceca collezionando un sedicesimo posto appena al di fuori della zona punti. Nel 2007 è stato riconfermato nello stesso team ma con un compagno di squadra diverso, il brasiliano Alex Barros.
Dal 2008 è collaudatore ufficiale del team Aprilia Racing per quel che concerne i test di sviluppo della RSV4 per il mondiale superbike. Dal 2015 è chiamato dal team KTM per lo sviluppo della RC16 insieme al finlandese Mika Kallio. Terminata la propria carriera agonistica, svolge il ruolo di commentatore televisivo e, fino al 2025, quello di brand ambassador per la casa Austriaca.

## Risultati in gara

### Motomondiale
| 1997 | Classe | Moto   |  |  |  |  |  |  |  |  |    |  |  |  |  |  |  |  |  |  | Punti | Pos. |
| ---- | ------ | ------ |  |  |  |  |  |  |  |  | -- |  |  |  |  |  |  |  |  |  | ----- | ---- |
| 1997 | 125    | Yamaha |  |  |  |  |  |  |  |  | 14 |  |  |  |  |  |  |  |  |  | 2     | 28º  |

| 1998 | Classe | Moto  |  |  |  |  |  |  |  |  |    |  |  |  |  |  |  |  |  |  | Punti | Pos. |
| ---- | ------ | ----- |  |  |  |  |  |  |  |  | -- |  |  |  |  |  |  |  |  |  | ----- | ---- |
| 1998 | 250    | Honda |  |  |  |  |  |  |  |  | 10 |  |  |  |  |  |  |  |  |  | 6     | 29º  |

| 1999 | Classe | Moto      |    |    |    |   |    |    |    |    |   |     |    |    |    |    |    |    |  |  | Punti | Pos. |
| ---- | ------ | --------- | -- | -- | -- | - | -- | -- | -- | -- | - | --- | -- | -- | -- | -- | -- | -- |  |  | ----- | ---- |
| 1999 | 250    | TSR Honda | 17 | 18 | 15 | 8 | 16 | 11 | 11 | 13 | 9 | Rit | 17 | 10 | 13 | 13 | 12 | 10 |  |  | 51    | 16º  |

| 2000 | Classe | Moto    |     |    |    |    |    |     |  |  |  |  |    |    |    |    |  |  |  |  | Punti | Pos. |
| ---- | ------ | ------- | --- | -- | -- | -- | -- | --- |  |  |  |  | -- | -- | -- | -- |  |  |  |  | ----- | ---- |
| 2000 | 250    | Aprilia | Rit | 10 | 15 | 17 | 18 | Rit |  |  |  |  | 19 | 11 | 18 | NP |  |  |  |  | 12    | 25º  |

| 2001 | Classe | Moto    |    |    |    |    |    |   |    |   |   |    |     |     |    |     |   |    |  |  | Punti | Pos. |
| ---- | ------ | ------- | -- | -- | -- | -- | -- | - | -- | - | - | -- | --- | --- | -- | --- | - | -- |  |  | ----- | ---- |
| 2001 | 250    | Aprilia | 12 | 10 | 11 | 11 | 18 | 9 | 12 | 9 | 7 | NP | Rit | Rit | 17 | Rit | 8 | 17 |  |  | 55    | 12º  |

| 2002 | Classe | Moto           |  |  |  |  |  |     |    |    |    |  |  |  |  |  |  |  |  |  | Punti | Pos. |
| ---- | ------ | -------------- |  |  |  |  |  | --- | -- | -- | -- |  |  |  |  |  |  |  |  |  | ----- | ---- |
| 2002 | MotoGP | Yamaha e Honda |  |  |  |  |  | Rit | 11 | 17 | 10 |  |  |  |  |  |  |  |  |  | 11    | 22º  |

| 2003 | Classe | Moto     |  |  |    |  |    |  |    |  |    |    |  |  |  |  |  |  |  |  | Punti | Pos. |
| ---- | ------ | -------- |  |  | -- |  | -- |  | -- |  | -- | -- |  |  |  |  |  |  |  |  | ----- | ---- |
| 2003 | MotoGP | Kawasaki |  |  | 16 |  | 14 |  | 10 |  | 17 | 19 |  |  |  |  |  |  |  |  | 8     | 23º  |

| 2004 | Classe | Moto     |     |    |     |    |    |    |    |    |    |    |    |    |   |     |    |    |  |  | Punti | Pos. |
| ---- | ------ | -------- | --- | -- | --- | -- | -- | -- | -- | -- | -- | -- | -- | -- | - | --- | -- | -- |  |  | ----- | ---- |
| 2004 | MotoGP | Kawasaki | Rit | 13 | Rit | 14 | 11 | 13 | 11 | 10 | 19 | 13 | 13 | 10 | 9 | Rit | 13 | 11 |  |  | 51    | 15º  |

| 2005 | Classe | Moto     |    |  |  |  |    |    |     |    |   |    |    |     |  |  |  |  |    |  | Punti | Pos. |
| ---- | ------ | -------- | -- |  |  |  | -- | -- | --- | -- | - | -- | -- | --- |  |  |  |  | -- |  | ----- | ---- |
| 2005 | MotoGP | Kawasaki | 11 |  |  |  | 12 | 17 | Rit | 12 | 8 | NP | 15 | Rit |  |  |  |  | 14 |  | 24    | 19º  |

| 2006 | Classe | Moto   |    |    |    |    |    |     |    |    |    |     |    |    |    |    |    |    |     |  | Punti | Pos. |
| ---- | ------ | ------ | -- | -- | -- | -- | -- | --- | -- | -- | -- | --- | -- | -- | -- | -- | -- | -- | --- |  | ----- | ---- |
| 2006 | MotoGP | Ducati | 15 | 15 | 16 | 15 | 13 | Rit | 10 | 12 | 13 | Rit | 14 | 16 | 15 | 13 | 16 | 11 | Rit |  | 30    | 17º  |

| 2007 | Classe | Moto   |    |    |   |   |   |    |    |   |   |   |    |  |    |     |  |  |  |  | Punti | Pos. |
| ---- | ------ | ------ | -- | -- | - | - | - | -- | -- | - | - | - | -- |  | -- | --- |  |  |  |  | ----- | ---- |
| 2007 | MotoGP | Ducati | 11 | SQ | 9 | 9 | 5 | 11 | 13 | 9 | 8 | 9 | NP |  | 11 | Rit |  |  |  |  | 65    | 13º  |

| Legenda | 1º posto        | 2º posto            | 3º posto            | A punti      | Senza punti        | Grassetto – Pole position Corsivo – Giro più veloce |
| Legenda | Gara non valida | Non qual./Non part. | Ritirato/Non class. | Squalificato | '-' Dato non disp. | Grassetto – Pole position Corsivo – Giro più veloce |

### Campionato mondiale Superbike
| 2002 | Moto     |  |  |  |  |  |  |  |  |  |  |  |  |    |    |  |  |  |  |  |  |  |  |  |  |  |  | Punti | Pos. |
| ---- | -------- |  |  |  |  |  |  |  |  |  |  |  |  | -- | -- |  |  |  |  |  |  |  |  |  |  |  |  | ----- | ---- |
| 2002 | Kawasaki |  |  |  |  |  |  |  |  |  |  |  |  | 13 | 15 |  |  |  |  |  |  |  |  |  |  |  |  | 4     | 34º  |

| Legenda | 1º posto        | 2º posto            | 3º posto           | A punti      | Senza punti        | Grassetto – Pole position Corsivo – Giro più veloce |
| Legenda | Gara non valida | Non qual./Non part. | Ritirato/Non class | Squalificato | '-' Dato non disp. | Grassetto – Pole position Corsivo – Giro più veloce |